# Warneton (Francja)
Warneton – miejscowość i gmina we Francji, w regionie Hauts-de-France, w departamencie Nord.
Według danych na rok 1990 gminę zamieszkiwało 179 osób, a gęstość zaludnienia wynosiła 43 osób/km² (wśród 1549 gmin regionu Nord-Pas-de-Calais Warneton plasuje się na 1030. miejscu pod względem liczby ludności, natomiast pod względem powierzchni na miejscu 752.).